# Javi Sánchez
Javier Sánchez de Felipe, né le 14 mars 1997, est un footballeur professionnel espagnol qui joue au poste de défenseur central en faveur du Real Valladolid.

## Carrière
Né dans la périphérie madrilène de Getafe, Sánchez a terminé son développement au Real Madrid après avoir rejoint l'académie du club à l'âge de 8 ans. 
Il fait ses débuts avec l'équipe réserve en Segunda División B, son premier match ayant eu lieu le 10 octobre 2015 lors d'une victoire 1-0 à domicile contre l'Arenas Club de Getxo alors qu'il n'était pas encore pro. 
Sánchez marque son premier but pour la Castilla le 3 décembre 2016, lors d'un match nul 1-1 contre le CDA Navalcarnero. À l'été 2018, il est sélectionné par le manager de l'équipe première, Julen Lopetegui, pour la tournée de pré-saison aux États-Unis. 
La première apparition en compétition officielle de Sánchez avec le Real Madrid a lieu le 31 octobre 2018, ce qui marque également les débuts du nouvel entraîneur Santiago Solari, avec une victoire 4-0 face à l'UD Melilla en Coupe du Roi. Il apparaît pour la première fois en Ligue des champions une semaine plus tard, remplaçant à la 59e minute Sergio Ramos lors de la victoire 5-0 contre le Viktoria Plzeň. Son premier match en Liga a lieu le 11 novembre, remplaçant Sergio Reguilón à la fin de la première moitié d'une défaite 4-2 contre le RC Celta de Vigo à Balaídos ; il marque son premier but cette même année, contribuant à la victoire à domicile 6-1 contre Melilla dans leur match retour de la Coupe d'Espagne. 
Le 27 juillet 2019, Sánchez est prêté au Real Valladolid, dans le cadre d'un contrat d'une saison.
Le 16 juin 2020, il s'engage définitivement en faveur du Real Valladolid, avec qui il paraphe un contrat de quatre saisons.

## Style de jeu
Défenseur rapide, polyvalent, grand et fort, capable de se tourner vers l'attaque opportunément, Sánchez est un joueur ambidextre avec un excellent positionnement. Leader sur le terrain, il est également doué sur le plan technique.

## Statistiques
| Saison                | Club                  | Championnat           | Championnat | Championnat | Championnat | Coupe(s) nationale(s) | Coupe(s) nationale(s) | Coupe(s) nationale(s) | Compétition(s) continentale(s) | Compétition(s) continentale(s) | Compétition(s) continentale(s) | Compétition(s) continentale(s) | Supercoupe de l'UEFA | Supercoupe de l'UEFA | Supercoupe de l'UEFA | UEFA Youth League | UEFA Youth League | UEFA Youth League | Total | Total | Total |
| Saison                | Club                  | Division              | M.          | B.          | P.d.        | M.                    | B.                    | P.d.                  | Comp.                          | M.                             | B.                             | P.d.                           | M.                   | B.                   | P.d.                 | M.                | B.                | P.d.              | M.    | B.    | P.d.  |
| 2014-2015             | Real Madrid -19 ans   | -                     | -           | -           | -           | -                     | -                     | -                     | -                              | -                              | -                              | -                              | -                    | -                    | -                    | 3                 | 0                 | 0                 | 3     | 0     | 0     |
| 2015-2016             | Real Madrid -19 ans   | -                     | -           | -           | -           | -                     | -                     | -                     | -                              | -                              | -                              | -                              | -                    | -                    | -                    | 4                 | 0                 | 0                 | 4     | 0     | 0     |
| Sous-total            | Sous-total            | Sous-total            | -           | -           | -           | -                     | -                     | -                     | -                              | -                              | -                              | -                              | -                    | -                    | -                    | 7                 | 0                 | 0                 | 7     | 0     | 0     |
| 2014-2015             | Real Madrid Castilla  | Segunda División B    | -           | -           | -           | -                     | -                     | -                     | -                              | -                              | -                              | -                              | -                    | -                    | -                    | -                 | -                 | -                 | 0     | 0     | 0     |
| 2015-2016             | Real Madrid Castilla  | Segunda División B    | 1           | 0           | 0           | -                     | -                     | -                     | -                              | -                              | -                              | -                              | -                    | -                    | -                    | -                 | -                 | -                 | 1     | 0     | 0     |
| 2016-2017             | Real Madrid Castilla  | Segunda División B    | 13          | 2           | 0           | -                     | -                     | -                     | -                              | -                              | -                              | -                              | -                    | -                    | -                    | -                 | -                 | -                 | 13    | 2     | 0     |
| 2017-2018             | Real Madrid Castilla  | Segunda División B    | 30          | 3           | 0           | -                     | -                     | -                     | -                              | -                              | -                              | -                              | -                    | -                    | -                    | -                 | -                 | -                 | 30    | 3     | 0     |
| 2018-2019             | Real Madrid Castilla  | Segunda División B    | 24+2        | 3+0         | 2+0         | -                     | -                     | -                     | -                              | -                              | -                              | -                              | -                    | -                    | -                    | -                 | -                 | -                 | 26    | 3     | 2     |
| Sous-total            | Sous-total            | Sous-total            | 70          | 8           | 2           | -                     | -                     | -                     | -                              | -                              | -                              | -                              | -                    | -                    | -                    | -                 | -                 | -                 | 70    | 8     | 2     |
| 2018-2019             | Real Madrid           | LaLiga                | 1           | 0           | 0           | 2                     | 1                     | 0                     | C1                             | 2                              | 0                              | 0                              | 0                    | 0                    | 0                    | -                 | -                 | -                 | 5     | 1     | 0     |
| Sous-total            | Sous-total            | Sous-total            | 1           | 0           | 0           | 2                     | 1                     | 0                     | -                              | 2                              | 0                              | 0                              | 0                    | 0                    | 0                    | -                 | -                 | -                 | 5     | 1     | 0     |
| 2019-2020             | Real Valladolid       | LaLiga                | 1           | 0           | 0           | 1                     | 0                     | 0                     | -                              | -                              | -                              | -                              | -                    | -                    | -                    | -                 | -                 | -                 | 2     | 0     | 0     |
| Sous-total            | Sous-total            | Sous-total            | 1           | 0           | 0           | 1                     | 0                     | 0                     | -                              | -                              | -                              | -                              | -                    | -                    | -                    | -                 | -                 | -                 | 2     | 0     | 0     |
| Total sur la carrière | Total sur la carrière | Total sur la carrière | 72          | 8           | 2           | 3                     | 1                     | 0                     | -                              | 2                              | 0                              | 0                              | 0                    | 0                    | 0                    | 7                 | 0                 | 0                 | 84    | 9     | 2     |

## Palmarès
Vierge